# Даниил (Соколов)
Игу́мен Дании́л (в миру Макси́м Васи́льевич Соколо́в; 6 ноября 1973, Пущино, Московская область — 7 июля 2016, Переславль-Залесский, Ярославская область) — игумен Русской православной церкви, настоятель Свято-Троицкого Данилова монастыря в Переславле-Залесском Переславской епархии.

## Биография
В 1991 году окончил среднюю школу. После школы учился в военном училище, но на втором курсе оставил его и дослуживал в армии. Потом учился в МАИ, но вскоре ушёл на работу в пожарную часть. По словам епископа Иоанна (Коваленко), в то время, в начале 1990-х годов, прочитал все труды Фёдора Достоевского и пришёл к вере.
В 1997 году пришёл послушником подвизаться в Свято-Троицкий Данилов монастырь в Переславле-Залесском.
В 1999 году принял монашеский постриг, который совершил архиепископ Ярославский и Ростовский Михей в храме Всех святых Свято-Троицкого Данилова монастыря. В этом же году был рукоположён в сан диакона, а затем и в сан священника. Служение иеромонах Даниил проходил сначала в Троицком Даниловом монастыре в течение 10 лет (до 2009 года). Будучи штатным клириком обители, вместе с настоятелем монастыря игуменом Иоанном (Коваленко) и братией восстанавливал монастырь, окормлял прихожан и нёс различные послушания в обители.
В 2005 году он окончил обучение в Московской духовной семинарии.
С марта 2009 по январь 2012 года отец Даниил вместе с игуменом Иоанном и некоторыми монахами из числа братии обители восстанавливали Успенский Адрианово-Пошехонский монастырь на севере Ярославской области.
В 2012 году отец Даниил вернулся в Переславскую обитель и был назначен исполняющим обязанности настоятеля Свято-Троицкого Данилова мужского монастыря в Переславле-Залесском.
19 марта 2014 года решением Священного синода Русской православной церкви иеромонах Даниил был назначен игуменом Свято-Троицкой обители.
7 июля 2016 года бездыханное тело отца Даниила было обнаружено в одной из келий монастыря с колото-резаными ранами (убийца нанёс не менее десяти ударов ножом). Позже во Владимирской области был задержан подозреваемый в убийстве — монастырский повар Александр Шулешов, который потом был отпущен за отсутствием доказательств.
10 июля  митрополит Ярославский и Ростовский Пантелеимон в сослужении епископа Калачёвского и Палласовского Иоанна (Коваленко), епископа Переславского и Угличского Феодора (Казанова) и клириков Ярославской митрополии совершил отпевание игумена Даниила в храме Похвалы Пресвятой Богородицы Свято-Троицкого Данилова мужского монастыря. Игумен Даниил был погребён за алтарём Троицкого собора обители.
В связи с убийством наместника Троицкого Данилова монастыря в Переславле-Залесском Святейший Патриарх Кирилл выразил соболезнования. На похороны отца Даниила в Переславле-Залесском пришли около тысячи человек.
20 августа 2020 года перед Ярославским областным судом по подозрению в убийстве игумена Даниила и разбое предстал уроженец Владивостока Александр Авдеев, ранее уже осуждённый за другое убийство.